# كدسورة شاذة
كدسورة شاذة (الاسم العلمي:Kadsura heteroclita) هي نوع من النباتات يتبع جنس الكدسورة من الفصيلة الشزندرية.